# Congrès des démocrates pour le progrès social
Le Congrès des Démocrates pour le Progrès Social (CDPS) est un parti politique en république démocratique du Congo, fondé le 11 juillet 2011 par François-Xavier Beltchika Kalubye.

## Histoire
Le Congrès des Démocrates pour le Progrès Social (CDPS) est un parti politique de la République Démocratique du Congo 
Le CDPS se distingue par son engagement en faveur d’un leadership responsable, plaçant l’intérêt général au-dessus des intérêts personnels ou circonstanciels.
Depuis sa création, le CDPS a entrepris des actions pour s’implanter dans les différentes provinces du pays et se préparer aux échéances électorales. En 2012, le Conseil national du parti a recommandé la mise en place d’un comité d’organisation pour préparer son premier congrès ordinaire, visant à évaluer sa participation aux élections de 2011 et à se préparer pour les futures élections.

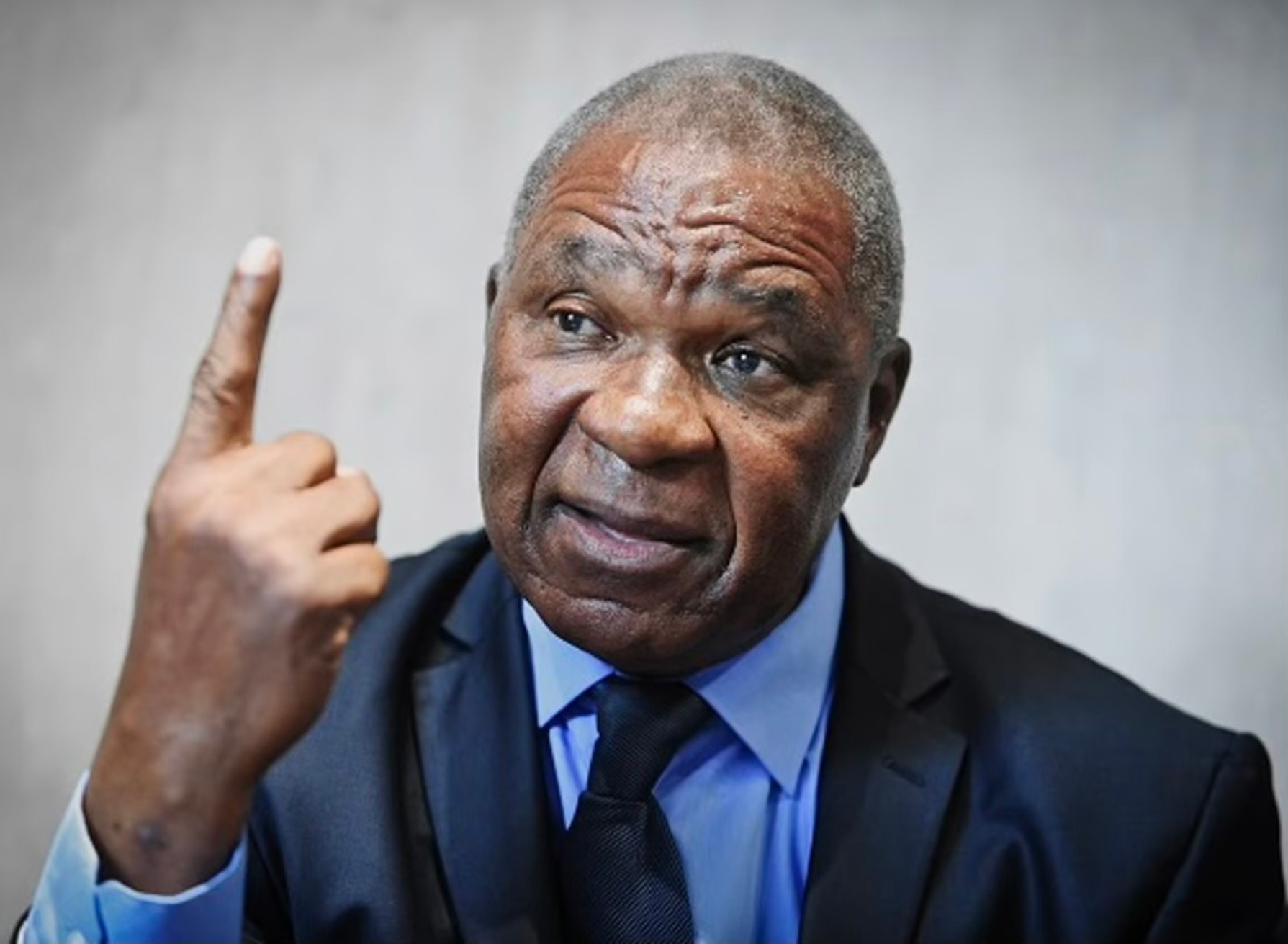
François-Xavier Beltchika

En 2021, lors d’un entretien, François-Xavier Beltchika a évoqué les dix années d’existence du CDPS, soulignant les défis rencontrés et les perspectives d’avenir du parti. Il a réaffirmé l’engagement du CDPS à promouvoir un leadership responsable et à contribuer activement au développement démocratique et social de la RDC.

## Participation aux élections
Le Congrès des Démocrates pour le Progrès Social (CDPS), fondé en 2011, a participé aux processus électoraux en République Démocratique du Congo (RDC). Lors des élections législatives provinciales, le CDPS a atteint le seuil de recevabilité, obtenant 98% des voix nécessaires, ce qui lui a permis de figurer parmi les partis politiques reconnus par la Commission Électorale Nationale Indépendante (CENI).

## Organisation
Le Congrès des Démocrates pour le Progrès Social (CDPS) est structuré autour de plusieurs organes clés qui assurent son fonctionnement et la mise en œuvre de ses objectifs politiques. Les principaux organes du CDPS